# Симулятор містобудування

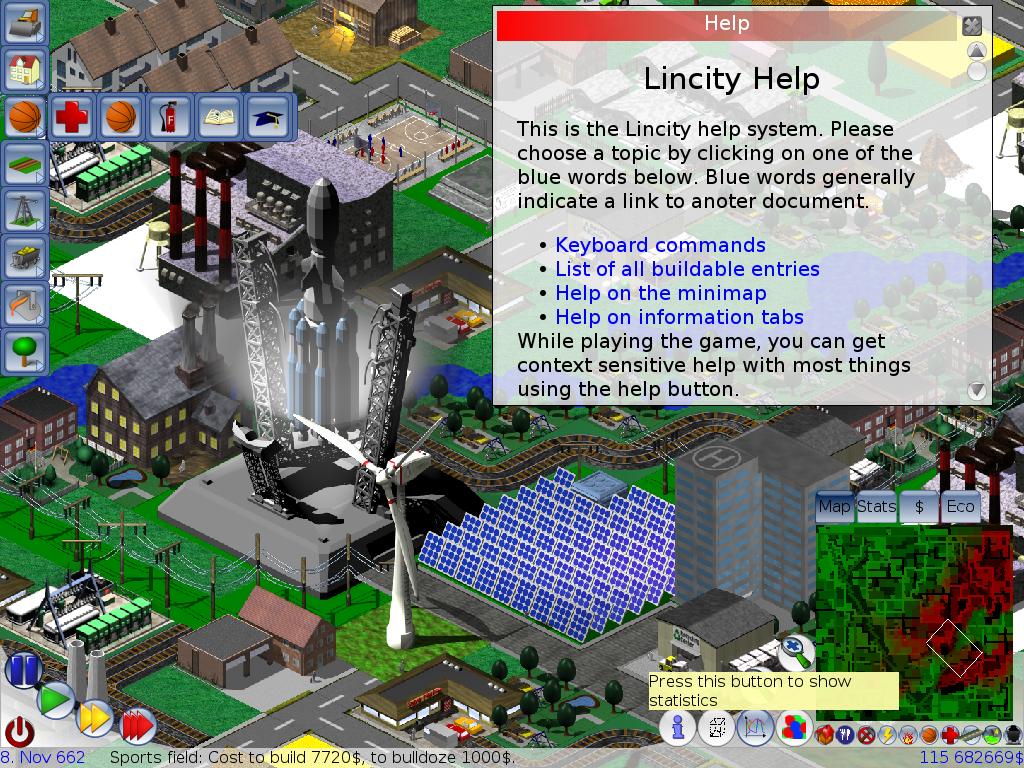
LinCity-NG

Симулятор містобудування (англ. City-building game) — жанр відеоігор, в яких симулюється управління містом, в першу чергу його будівництво. Як правило, відноситься до економічних стратегій. В іграх такого роду зазвичай немає певної мети, після досягнення якої гра закінчується; метою є сам процес облаштування міста.
До даного жанру також можна побічно віднести різні симулятори колоній, космічних станцій і в'язниць.

## Особливості
Від інших жанрів комп'ютерних ігор симулятор містобудування відрізняється наступними елементами:
- основною метою гри є створення сильної міської економіки, підвищення якості капітальних споруд, забезпечуючи високий рівень життя в місті, хороший розвиток транспортної інфраструктури тощо;
- процес гри може тривати навіть після того, як будуть досягнуті цілі конкретного сценарію або кампанії;
- концепція непрямого управління — в більшості ігор гравець не може безпосередньо віддавати команди персонажам (жителям міста або клієнтам);
- робиться наголос на вирішення глобальних і логістичних завдань: планування кварталів, рішення про призначення (по типу забудови) кожної відведеної під забудову території, ведення бюджетної політики, турбота про екологію міста тощо;
- незважаючи на те що в ряд ігор цього жанру включені і військові елементи, основна увага завжди приділяється економіці (знищення супротивника не є однією з цілей гри).

## Історія
Жанр симуляторів містобудування зародився в 1968 зі створенням Дугом Дайментом гри Hamurabi на мові Фокал. Гра спочатку була розроблена для комп'ютерів PDP-8, але пізніше була переписана на мові BASIC і стала мультиплатформною. Саме Hamurabi стала першою грою з управління містом.
Розвиток жанр отримав з виходом гри Utopia, розробленої для ігрової приставки Mattel Intellivision і виданої в 1981 році.
Класичний вид жанру був сформований грою SimCity, що поклала початок однойменної серії, ігри якої досі є найпопулярнішими симуляторами містобудування.

## Найвизначніші ігри
- City Building Series від Impressions Games і Tilted Mill Entertainment.
  - Стародавній Рим: Caesar I, Caesar II, Caesar III, Caesar IV.
  - Стародавній Єгипет: Pharaoh (Cleopatra), Immortal Cities: Children of the Nile (Children of the Nile: Alexandria).
  - Стародавня Греція: Zeus: Master of Olympus (Poseidon: Master of Atlantis).
  - Стародавній Китай: Emperor: Rise of the Middle Kingdom.
- Серія Anno: Anno 1602, Anno 1503, Anno 1701 (The Sunken Dragon), Anno 1404 (Venice), Anno 2070 (Deep Ocean).
- Серія Cities XL: City Life, Cities XL, Cities XL 2011, Cities XL 2012, Cities XL Platinum.
- Серія Lincity: Lincity, LinCity-NG.
- Серія SimCity: SimCity, SimCity 2000, SimCity 3000, SimCity 4 (Rush Hour), SimCity Societies (Destinations), SimCity (2013) (Cities of Tomorrow).
- Серія Tropico: Tropico (Paradise Island), Tropico 2: Pirate Cove, Tropico 3 (Absolute Power), Tropico 4 (Modern Times), Tropico 5.
- Серія від Haemimont Games: Glory of the Roman Empire, Imperium Romanum (Emperor Expansion), Grand Ages: Rome (The Reign of Augustus).
- Серія Stronghold.
- Серія The Settlers.
- Banished.
- CivCity: Rome.
- Dwarf Fortress.
- Final Fantasy Crystal Chronicles: My Life as a King.
- Space Colony.
- Startopia.
- Tycoon City: New York.
- Cities: Skylines.